# Valle Medio del Guadalquivir
Valle Medio del Guadalquivir és una zona de depressió geogràfica situada en la part baixa del cabal del riu Guadalquivir, i una comarca d'Andalusia.
Zona eminentement agrícola en la cue la majoria de la producció està relacionada amb cereals, moresc i altres conreus de secà com l'olivera. Alhora està sorgint una gran polifreració en el conreu de la taronja. La comarca està formada per les localitats de Posadas, Almodóvar del Río, Hornachuelos, Palma del Río, Fuente Palmera, Fuente Carreteros, Guadalcázar, La Victoria i La Carlota. La capital és Posadas.
Compta amb el Parc Natural 'Sierra de Hornachuelos'.